# Đường cao tốc Thành phố Hồ Chí Minh – Trung Lương
Đường cao tốc Thành phố Hồ Chí Minh – Trung Lương (ký hiệu toàn tuyến là CT.01) là đường cao tốc thuộc hệ thống đường cao tốc Bắc – Nam phía Đông nối Thành phố Hồ Chí Minh với Đồng Tháp nói riêng và các tỉnh Đồng bằng sông Cửu Long nói chung, dài 41 km. Đây cũng là đường cao tốc đầu tiên của Việt Nam.

## Vị trí
Đường cao tốc Thành phố Hồ Chí Minh – Trung Lương có điểm đầu tuyến là nút giao Chợ Đệm thuộc xã Tân Túc, Thành phố Hồ Chí Minh và điểm cuối là nút giao Thân Cửu Nghĩa thuộc tỉnh Đồng Tháp, kết nối với đường cao tốc Trung Lương – Mỹ Thuận.

## Thiết kế
Đường cao tốc Thành phố Hồ Chí Minh – Trung Lương có chiều dài toàn tuyến là 41 km, trong đó đoạn qua Thành phố Hồ Chí Minh dài 3 km, đoạn qua Tây Ninh dài 34 km và đoạn qua Đồng Tháp dài 4 km, chiều dài tuyến nối từ nút giao Tân Tạo (đường Võ Trần Chí) và đường dẫn từ nút giao Bình Thuận (giao với đường Nguyễn Văn Linh) dài 20,9 km, vận tốc thiết kế tuyến chính là 120 km/h, có tổng kinh phí đầu tư 9.884 tỷ đồng được Ban Quản lý dự án Mỹ Thuận đưa vào khai thác với 4 làn xe ô tô và 2 làn dừng khẩn cấp.
Việc đưa vào khai tuyến đường cao tốc này đáp ứng cho khoảng 50.000 lượt ô tô qua lại mỗi ngày và dự kiến đến Tết Canh Dần, lưu lượng xe sẽ có khả năng tăng gấp đôi. Với tuyến đường cao tốc này, thời gian từ Thành phố Hồ Chí Minh đi Tiền Giang được rút ngắn chỉ còn khoảng 30 phút, thay vì 90 phút như trước đó.
Do lưu lượng xe tăng, số vụ tai nạn liên quan đến cao tốc tăng sau khi dừng thu phí vào đầu năm 2019, đường cao tốc này đã giảm tốc độ tối đa từ 120 km/h xuống còn 100 km/h.
Dự kiến sau khi đường vành đai 3 TP.HCM hoàn thành, đoạn từ nút giao đường Võ Trần Chí đến nút giao Mỹ Yên sẽ không còn là đường cao tốc mà sẽ là đường dẫn vào ngã tư giữa 3 đường cao tốc: Bến Lức – Long Thành, Thành phố Hồ Chí Minh – Trung Lương và đường vành đai 3 (Thành phố Hồ Chí Minh), do đó cho phép mọi phương tiện đi vào đường dẫn từ nút giao đường Nguyễn Văn Linh hoặc từ nút giao Tân Tạo đến ngã tư giữa ba đường cao tốc. Ngoài ra nút giao Thân Cửu Nghĩa có cầu vượt C1 cũng sẽ được coi là đường nối giữa đường tỉnh 878 và đường tỉnh 866B và sẽ dỡ bỏ trạm thu phí Thân Cửu Nghĩa và cho phép mọi phương tiện đi vào đoạn đường nối này.

## Xây dựng

### Thi công
Ngày 16 tháng 12 năm 2004, tại huyện Bến Lức (Tỉnh Long An), Thủ tướng Phan Văn Khải đã phát lệnh khởi công xây dựng tuyến đường cao tốc đầu tiên của miền Nam từ Thành phố Hồ Chí Minh đến Trung Lương. Đây là đường cao tốc đầu tiên thuộc cao tốc Bắc - Nam phía Đông và tại Việt Nam.

#### Thông xe
Ngày 25 tháng 8 năm 2009, tuyến đường được thông xe và khai thác tạm thời đoạn từ đường Trần Đại Nghĩa đến nút giao Bến Lức (Long An) để phục vụ lưu thông trong dịp nghỉ lễ Quốc khánh 2/9, đến ngày 31 tháng 12 năm 2009, thì thông xe kỹ thuật đoạn từ nút giao Tân Tạo đến đường Trần Đại Nghĩa (huyện Bình Chánh) và đến ngày 3 tháng 2 năm 2010, thì thông xe kỹ thuật đoạn còn lại từ nút giao Bến Lức đến nút giao Thân Cửu Nghĩa (Tiền Giang) để giải quyết tình trạng quá tải trên Quốc lộ 1 trong dịp Tết Canh Dần. Tuyến đường bắt đầu thu phí vào ngày 25 tháng 2 năm 2012, đây cũng là tuyến cao tốc đầu tiên do nhà nước đầu tư thực hiện thu phí hoàn vốn; tuy nhiên vào ngày 1 tháng 1 năm 2019, tuyến đường tạm dừng thu phí.

#### Nhà thầu
- Công trình do Ban Quản lý dự án Mỹ Thuận thuộc Bộ GTVT làm chủ đầu tư.
- Tổng công ty Xây dựng công trình giao thông 4 thi công.
- Tổng công ty Xây dựng Trường Sơn – Bộ Quốc phòng thi công.
- Công ty QCI (Cuba) làm tư vấn giám sát.

### Mở rộng
Phó Thủ tướng Trần Hồng Hà đã yêu cầu nghiên cứu đầu tư mở rộng tuyến cao tốc Trung Lương – Mỹ Thuận cùng với tuyến Thành phố Hồ Chí Minh – Trung Lương theo phương thức PPP vào ngày 31 tháng 8 năm 2023. Theo đó, Phó Thủ tướng giao Bộ GTVT chủ trì nghiên cứu và đề xuất đầu tư mở rộng đoạn tuyến cao tốc Thành phố Hồ Chí Minh – Trung Lương lên quy mô 8 làn xe, đoạn tuyến cao tốc Trung Lương – Mỹ Thuận lên quy mô 6 làn xe theo phương thức đầu tư đối tác công – tư (PPP).

## Lưu thông
- Cấm xe máy đi vào đường cao tốc.
- Đối với xe ô tô và các loại xe tương tự ô tô: Tốc độ tối đa của phương tiện là 100 km/h, tối thiểu là 60 km/h[3] (còn theo thiết kế, tốc độ tối đa là 120 km/h).[7]

## Chi tiết tuyến đường

Bảng thông tin tốc độ cao tốc

### Làn xe
- 4 làn xe và 2 làn dừng khẩn cấp

### Chiều dài
- Toàn tuyến: 41 km

### Tốc độ giới hạn
- Tối đa: 100 km/h, Tối thiểu: 60 km/h

## Lộ trình chi tiết
- IC – Nút giao, JCT – Điểm lên xuống, SA – Khu vực dịch vụ (Trạm dừng nghỉ), TN – Hầm đường bộ, TG – Trạm thu phí, BR – Cầu
- Đơn vị đo khoảng cách là km.

| Số                                                                                | Tên                                                                               | Khoảng cách từ đầu tuyến                                                          | Kết nối                                                                           | Ghi chú                                                                           | Vị trí                                                                            | Vị trí                                                                            |
| Kết nối với Quốc lộ 1 thông qua đường Võ Trần Chí hoặc đường Bình Thuận - Chợ Đệm | Kết nối với Quốc lộ 1 thông qua đường Võ Trần Chí hoặc đường Bình Thuận - Chợ Đệm | Kết nối với Quốc lộ 1 thông qua đường Võ Trần Chí hoặc đường Bình Thuận - Chợ Đệm | Kết nối với Quốc lộ 1 thông qua đường Võ Trần Chí hoặc đường Bình Thuận - Chợ Đệm | Kết nối với Quốc lộ 1 thông qua đường Võ Trần Chí hoặc đường Bình Thuận - Chợ Đệm | Kết nối với Quốc lộ 1 thông qua đường Võ Trần Chí hoặc đường Bình Thuận - Chợ Đệm | Kết nối với Quốc lộ 1 thông qua đường Võ Trần Chí hoặc đường Bình Thuận - Chợ Đệm |
| --------------------------------------------------------------------------------- | --------------------------------------------------------------------------------- | --------------------------------------------------------------------------------- | --------------------------------------------------------------------------------- | --------------------------------------------------------------------------------- | --------------------------------------------------------------------------------- | --------------------------------------------------------------------------------- |
| 1                                                                                 | IC Chợ Đệm                                                                        | 9                                                                                 | Đường Võ Trần Chí Đường Bình Thuận – Chợ Đệm                                      | Điểm đầu đường cao tốc không bao gồm đoạn đường Võ Trần Chí                       | Thành phố Hồ Chí Minh                                                             | Bình Chánh                                                                        |
| TG                                                                                | Trạm Thu phí Chợ Đệm                                                              | 10.5                                                                              |                                                                                   | Tạm ngưng hoạt động                                                               | Thành phố Hồ Chí Minh                                                             | Bình Chánh                                                                        |
| 2                                                                                 | IC Mỹ Yên                                                                         | 12.7                                                                              | Đường cao tốc Bến Lức – Long Thành Đường vành đai 3 (Thành phố Hồ Chí Minh)       | Đang thi công                                                                     | Tây Ninh                                                                          | Mỹ Yên                                                                            |
| 3                                                                                 | IC Bến Lức                                                                        | 20                                                                                | Đường tỉnh 830                                                                    | Kết nối với Đường vành đai 4 (Thành phố Hồ Chí Minh)                              | Tây Ninh                                                                          | Bến Lức                                                                           |
| BR                                                                                | Cầu Bến Lức                                                                       | ↓                                                                                 |                                                                                   | Vượt sông Vàm Cỏ Đông                                                             | Tây Ninh                                                                          | Ranh giới Bến Lức – Bình Đức                                                      |
| SA                                                                                | Trạm dừng nghỉ                                                                    | 28.3                                                                              |                                                                                   |                                                                                   | Tây Ninh                                                                          | Thủ Thừa                                                                          |
| BR                                                                                | Cầu Tân An                                                                        | ↓                                                                                 |                                                                                   | Vượt sông Vàm Cỏ Tây                                                              | Tây Ninh                                                                          | Long An                                                                           |
| 4                                                                                 | IC Tân An                                                                         | 36.6                                                                              | Quốc lộ 62                                                                        |                                                                                   | Tây Ninh                                                                          | Khánh Hậu                                                                         |
| 5                                                                                 | IC Thân Cửu Nghĩa                                                                 | 50                                                                                | Đường tỉnh 878                                                                    |                                                                                   | Đồng Tháp                                                                         | Long Hưng                                                                         |
| Kết nối trực tiếp với Đường cao tốc Trung Lương – Mỹ Thuận                        |                                                                                   |                                                                                   |                                                                                   |                                                                                   |                                                                                   |                                                                                   |
| 1.000 mi = 1.609 km; 1.000 km = 0.621 mi                                          |                                                                                   |                                                                                   |                                                                                   |                                                                                   |                                                                                   |                                                                                   |

Ghi chú
1. ↑  Khoảng cách dựa theo mốc lý trình thực tế của đường cao tốc tính từ nút giao Quốc lộ 1 - đường Võ Trần Chí tại Tân Tạo, Bình Tân

## Bảo trì
Bộ Giao thông Vận tải đã có Quyết định 819/QĐ–BGTVT ngày 6 tháng 4 năm 2012 về thực hiện quản lý bảo trì và bảo dưỡng đường cao tốc Thành phố Hồ Chí Minh – Trung Lương, Tổng cục đường bộ Việt Nam cũng đã có quyết định giao nhiệm vụ tiếp nhận quản lý bảo trì tuyến đường cao tốc cho Khu quản lý đường bộ VII.
Bắt đầu từ ngày 1 tháng 6 năm 2012, Nhà đầu tư tuyến đường cao tốc Thành phố Hồ Chí Minh – Trung Lương chính thức bàn giao tuyến đường cho Khu quản lý đường bộ VII tổ chức quản lý bảo trì và khai thác.
Khu quản lý đường bộ VII cho biết: Mới nhận trách nhiệm quản lý tuyến đường, còn tất cả hiện trạng trên đó như thế nào thì chưa nhận. Công ty Đường bộ 715 là đơn vị tạm thời được giao trực tiếp đảm nhận quản lý bảo trì tuyến đường cao tốc báo cáo: Mỗi tháng chi phí cho công tác quản lý bảo trì tuyến đường khoảng 3 tỷ đồng.

## Bê bối

### Vụ án sai phạm đấu thầu cao tốc Thành phố Hồ Chí Minh – Trung Lương
Trong tháng 10 năm 2019, Cơ quan cảnh sát điều tra Bộ Công an ra quyết định khởi tố bị can, lệnh khám xét, ra lệnh bắt tạm giam 6 bị can, gồm: Dương Tuấn Minh – nguyên tổng giám đốc, Dương Thị Trâm Anh – nguyên phó tổng giám đốc, Nguyễn Thu Trang – nguyên phó phòng đầu tư và quản lý đấu thầu Tổng công ty Cửu Long và Tạ Đức Minh, Phạm Tấn Hoàng, Đinh Thị Chung – cùng là nhân viên Công ty cổ phần Tập đoàn Yên Khánh. Các bị can Dương Tuấn Minh, Dương Thị Trâm Anh và Nguyễn Thu Trang bị khởi tố về tội "vi phạm quy định về quản lý, sử dụng tài sản nhà nước gây thất thoát, lãng phí", các bị can Tạ Đức Minh, Phạm Tấn Hoàng, Đinh Thị Chung bị khởi tố về tội "vi phạm quy định về kế toán gây hậu quả nghiêm trọng" theo Bộ luật hình sự 2015. Cơ quan điều tra cũng khởi tố 3 bị can, gồm: Đinh Ngọc Hệ – tức "Út trọc", cựu chủ tịch hội đồng quản trị, cựu tổng giám đốc Công ty Thái Sơn; Phạm Văn Diệt – giám đốc điều hành và Vũ Thị Hoan – tổng giám đốc Công ty cổ phần Tập đoàn Yên Khánh – về tội "vi phạm quy định về kế toán gây hậu quả nghiêm trọng" theo Bộ luật hình sự 2015.
Ngày 14 tháng 8 năm 2020, ông Nguyễn Hồng Trường, cựu thứ trưởng Bộ Giao thông Vận tải, bị khởi tố điều tra về tội vi phạm quy định về sử dụng tài sản nhà nước, gây thất thoát lãng phí, theo Điều 219 Bộ luật Hình sự 2015. Ngoài ông Nguyễn Hồng Trường, Cơ quan điều tra còn áp dụng biện pháp tố tụng với Nguyễn Chí Thành – quyền vụ trưởng Vụ Tài chính, Bộ Giao thông Vận tải và ông Đinh La Thăng, cùng Lê Trung Cường, chuyên viên Bộ GTVT.